# Pryskyřník lítý
Pryskyřník lítý (Ranunculus sceleratus) je jedno nebo dvouletá bylina z rodu pryskyřník, patří mezi nejjedovatější pryskyřníky v ČR.

## Vzhled
Středně vysoký pryskyřník, stonek (lodyha) je přímý obvykle 20–50 (ale někdy až 100) cm vysoký, dutý, lysý a odspodu bohatě větvený. Přízemní listy jsou dlouze řapíkaté, dlanitě laločnaté (1–6 cm velké), střední lodyžní listy jsou krátce řapíkaté a jen 3sečné, nejhořejší listy pak přisedlé, kopinaté. Květy (korunní lístky) jsou světle žluté 1,5–3,5 mm dlouhé, kratší než časně opadavý zelený kalich. Plodem jsou cca 1 mm velké nažky, kterých je na plodním lůžku přibližně 80–110 ks. Typickým znakem je prodloužené (až 1 cm) plodní lůžko.

## Rozšíření
Původní rozšíření je v Evropě a v Asii (od Uralu po Bajkal), druhotným rozšířen téměř po celém světě. V ČR roztroušeně, hlavně na vlhkých zabahněných místech na okrajích rybníků (i jejich obnažených dnech) a příkopů.